# Îles Danger (Antarctique)
Les  Iles Danger  constituent un archipel inhabité située à 13 milles nautiques (24 km) 13 nmi (24 km) à l’est-sud-est de l'Île de Joinville près de la pointe de la péninsule Antarctique.
Ces îles ont été découvertes le 28 décembre 1842 par une expédition anglaise conduit par James Clark Ross, qui les a ainsi baptisées parce que cachées par de grands blocs de glace. Elles sont soumises au Traité sur l'Antarctique

## Refuge pour les oiseaux

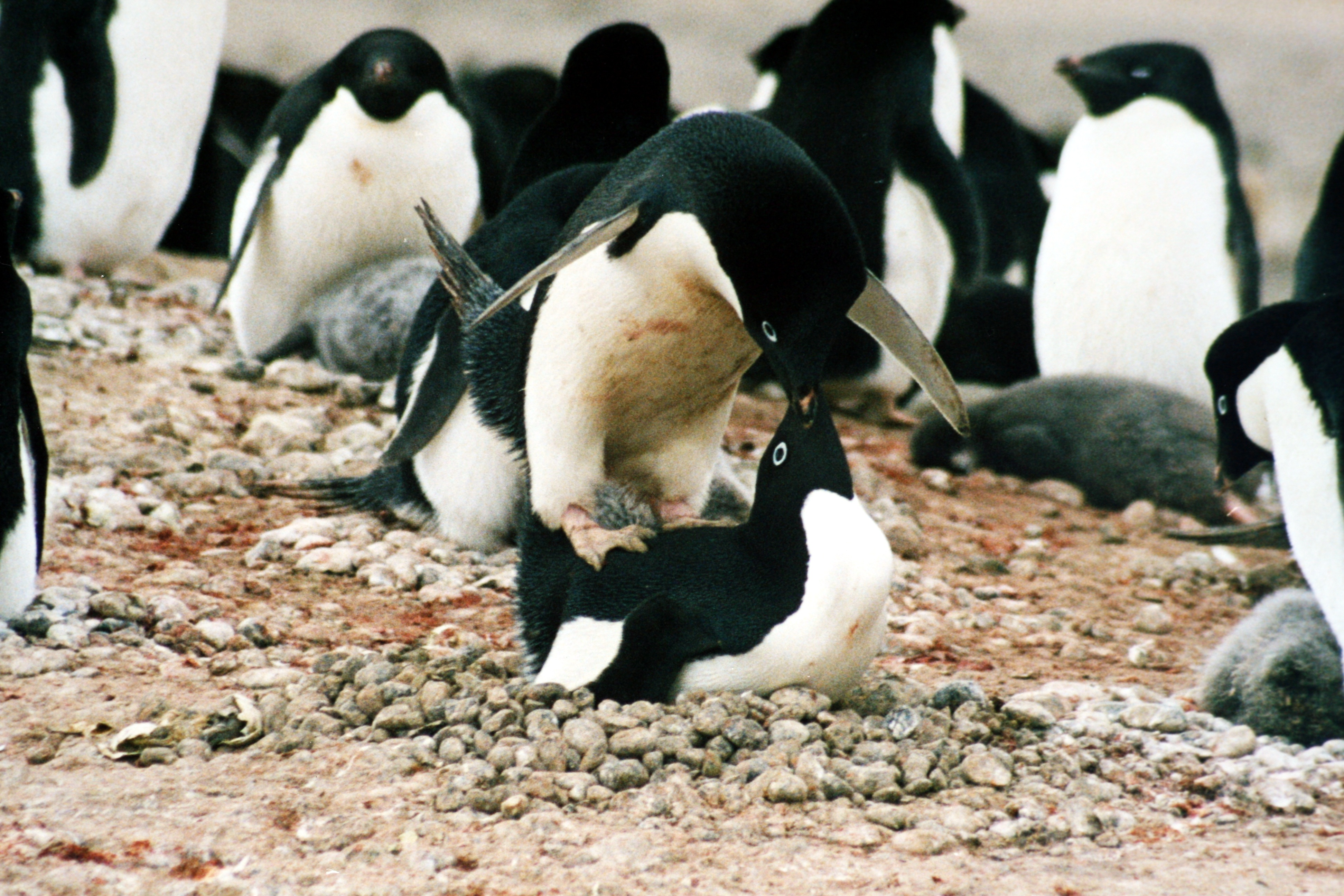
Ces îles, encore épargnées par les effets du réchauffement climatique sont le refuge le plus important du Manchot Adélie

Ces îles ont été récemment identifiées par les ornithologues comme des  "zones d’importance majeure pour les oiseaux" , dont par BirdLife International en raison du fait qu’elles abritent une colonie majeure de Manchot Adélie et d’autres  oiseaux marins dont le Pétrel géant.
Cinq colonies distinctes de Manchot Adélie y ont été identifiées, et en mars 2018 une nouvelle colonie de 1.5 million a été découverte ; c'est plus que le nombre de Manchots Adélie de tout le reste de la péninsule antarctique.
Selon les images aériennes et satellitaires disponibles en 2018 environ 750 000 couples reproducteurs vivent dans ces îles ce qui en fait un point chaud de biodiversité pour l'espèce alors que dans l'ouest les colonies déclinent rapidement en raison de la disparition de la glace de mer.
Les îles du danger sont situées dans une des régions antarctiques à ce jour peu affectée par le réchauffement ;

Des scientifiques suggèrent de les classer en aire marine protégée et refuge pour le Manchot Adélie et d'autres espèces.